# Friedhofskreuz (Baigneaux)

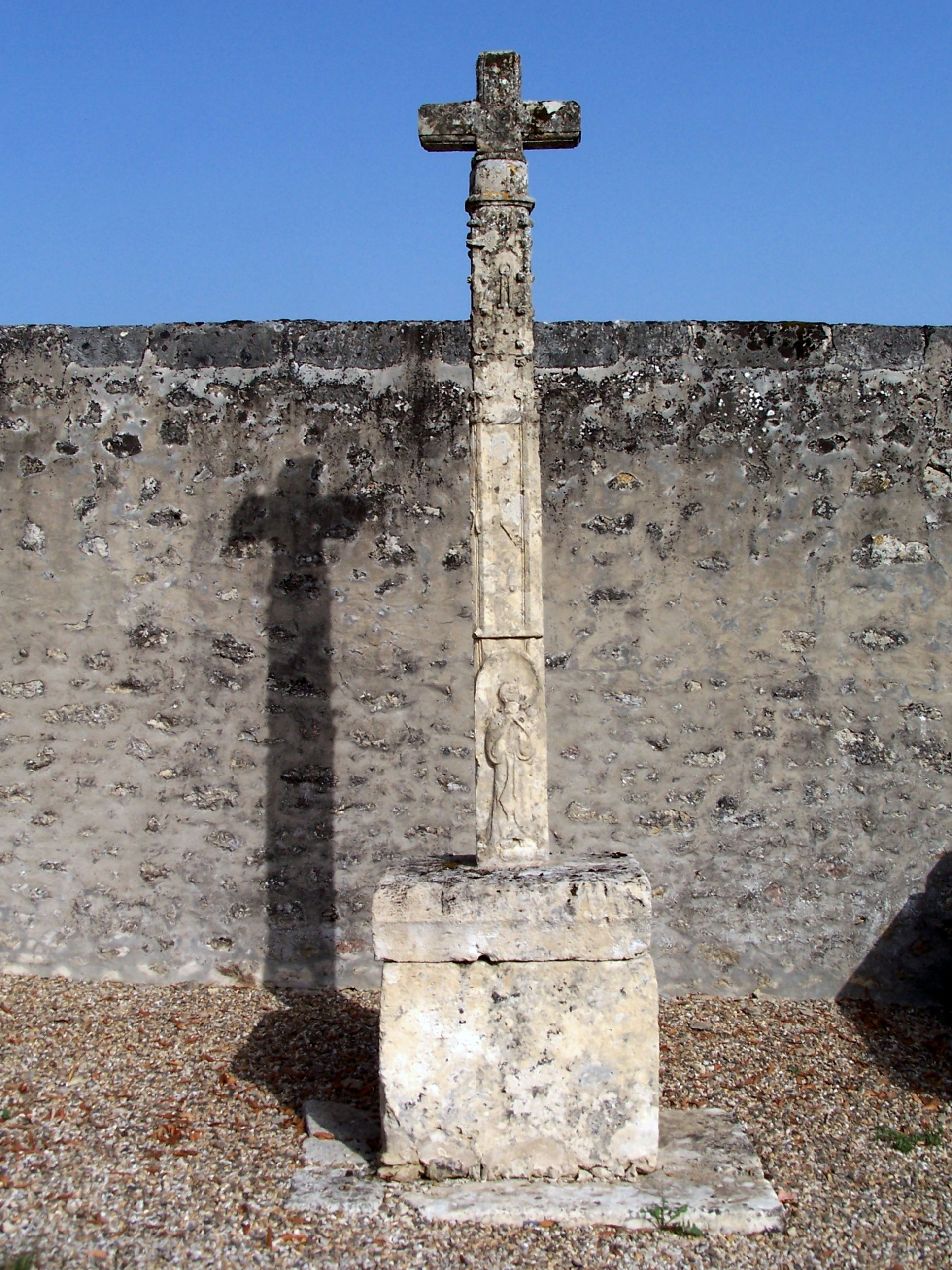
Friedhofskreuz in Baigneaux

Das  Friedhofskreuz in Baigneaux, einer französischen Gemeinde im Département Gironde in der Region Nouvelle-Aquitaine, wurde im 16. Jahrhundert errichtet. Im Jahr 2002 wurde das Kreuz als Monument historique in die Liste der Baudenkmäler in Frankreich aufgenommen.
Auf dem Friedhofskreuz sind die Leidenswerkzeuge Jesu Christi dargestellt.